# Teddy Bjarnason
Pour les articles homonymes, voir Bjarnason.
Theódór Elmar « Teddy » Bjarnason (né le 4 mars 1987 à Reykjavik, Islande) est un footballeur international islandais évoluant au poste de milieu de terrain au  KR Reykjavik.

## Carrière
Avant de rejoindre le FC Lyn Oslo, Teddy a joué pour le club islandais du KR Reykjavík, la réserve du club norvégien de l'IK Start et pour le Celtic Glasgow. 
Au Celtic Glasgow, il fit son premier match contre l'Hibernian Football Club à la fin de la saison 2006-07 où il joua les 90 minutes et fut nommé « homme du match » par le site officiel du Celtic Glasgow. Il est dès lors considéré comme un espoir par le club qui souhaite le voir évoluer en équipe première pour la saison suivante. Toutefois, ses blessures à répétition ont obéré sa progression. 
En juin 2007, il signa une prolongation de contrat de trois ans avec le Celtic Glasgow. 
Le 15 janvier 2008 Bjarnason a fait le pari de signer avec le club norvégien du FC Lyn Oslo dans l'objectif de jouer de façon régulière dans une équipe première. Il réussit à s'y imposer et signe le 22 juillet 2009 avec l'IFK Göteborg, l'une des meilleures équipes scandinaves.

## Carrière internationale
En mai 2007, Teddy Bjarnason a connu sa première sélection en équipe nationale contre le Liechtenstein. Sa première titularisation eu lieu le mois suivant, le 6 juin 2007, lors d'un match contre la Suède lourdement perdu 0-5. Il est par la suite sélectionné par l'entraîneur Lars Lagerback pour faire partie des 23 joueurs participant à l'Euro 2016. Lors du tournoi en France, il participe à la compétition avec son équipe nationale, l'aventure s'arrête en quart de finale lorsque l'Islande perd contre l'équipe de France (2-5).  

## Palmarès
- Vainqueur de la Coupe d'Écosse de football 2006-07